# Hypoeschrus ugandensis
Hypoeschrus ugandensis är en skalbaggsart som beskrevs av Pierre Lepesme och Stefan von Breuning 1955. Hypoeschrus ugandensis ingår i släktet Hypoeschrus och familjen långhorningar.
Artens utbredningsområde är Kenya. Inga underarter finns listade i Catalogue of Life.